# Wisil
Wisil este un oraș din Somalia.